# Rozalija Škantar
Rozalija Škantar, slovenska gorska vodnica, * 18. september 1849, † 1. maj 1911.
Bila je prva ženska, ki je osvojila Triglav. Bila je hči gorskega vodnika Jožeta Škantarja, p. d. Šesta, iz Srednje vasi v Bohinju. 7. oktobra 1870 se je, takrat enaindvajsetletna, kot prva ženska povzpela na Triglav, skupaj z ljubljanskim založnikom in tiskarjem Ottomarjem Bambergom (1848), tehnikom Eduardom Kraschovitzem (1847), svojim očetom  in nekim prostovoljcem iz Srednje vasi. Vzpon je bil zahteven, saj takrat še ni bilo stop ali klinov, vendar je potekal gladko. Opravila ga je v širokem krilu, ki je segalo do tal. Oba meščana sta občudovala njeno spretnost pri plezanju. Za dekleta je bila v tistih časih hoja v gore sicer pogosta praksa, saj so v planine gnale živino in delale kot planšarice.
V skladu z družinsko tradicijo je postala gorska vodnica in hribolazka. Nekaj let je bila tudi oskrbnica Vodnikovega doma na Velem polju. V čast njej in njenemu podvigu so oktobra leta 2016 na Vodnikovem domu na Velem polju odkrili spominsko ploščo, na kateri pa je napačen datum vzpona 29. avgust 1870. Isti datum je tudi na plošči, ki so jo postavili na mestu njene rojstne hiše v Srednji vasi v Bohinju 37.